# Thierry Rey
Thierry Rey (Veurne, 1 juni 1959) is een voormalig Frans judoka. Rey won in 1979 de wereldtitel in het extra lichtgewicht. Tijdens de Olympische Zomerspelen 1980 kwam Rey uit in de debuterende gewichtsklasse extra lichtgewicht, in die gewichtsklasse won Rey de gouden medaille. Na de spelen stapte Rey over naar het halflichtgewicht. Rey is de schoonzoon van Jacques Chirac.

## Resultaten
- Wereldkampioenschappen judo 1979 in Parijs  in het extra lichtgewicht
- Olympische Zomerspelen 1980 in Moskou  in het extra lichtgewicht
- Wereldkampioenschappen judo 1981 in Maastricht 5e in het halflichtgewicht

1980: Thierry Rey ·
1984: Shinji Hosokawa ·
1988: Kim Jae-yup ·
1992: Nasim Gusseinov ·
1996: Tadahiro Nomura ·
2000: Tadahiro Nomura ·
2004: Tadahiro Nomura ·
2008: Choi Min-ho ·
2012: Arsen Galstjan ·
2016: Beslan Moedranov ·
2020: Naohisa Takato ·
2024: Yeldos Smetov
- Système universitaire de documentation: 190090251
- Virtual International Authority File: 5320154741650753110002